# Северная Лебеда
Северная Лебеда — река в России, протекает в Лузском районе Кировской области. Устье реки находится в 4 км по левому берегу реки Лебеда. Длина реки составляет 11 км.
Река вытекает из болот в лесном массиве в 9 км к северо-востоку от деревни Кузминская и в 52 км к северо-востоку от города Луза. Река течёт на северо-восток, всё течение проходит по ненаселённой тайге. Впадает в Лебеду в 8 км к юго-востоку от посёлка Мирный.

## Данные водного реестра
По данным государственного водного реестра России и геоинформационной системы водохозяйственного районирования территории РФ, подготовленной Федеральным агентством водных ресурсов:
- Бассейновый округ — Двинско-Печорский
- Речной бассейн — Северная Двина
- Речной подбассейн — Малая Северная Двина
- Водохозяйственный участок — Юг
- Код водного объекта — 03020100212103000012754